# Sachsenberg (Lichtenfels)
Sachsenberg ist ein altes Dorf mit historischen Stadtrechten im nordhessischen Landkreis Waldeck-Frankenberg. Der am Südwestrand der Waldeckischen Schweiz gelegene Ort ist seit 1971 Ortsteil der Sammelgemeinde Lichtenfels.

## Geschichte
Der Sage nach befand sich im 6. Jahrhundert an der Stelle des heutigen Sachsenberg eine alte sächsische Volksburg als Gegengründung zu Frankenberg. Im Jahr 1230 beschloss der Abt des Klosters Corvey, Hermann I., in der Nähe der Burg Lichtenfels eine Stadt zu bauen. Eine erste Erwähnung „Sassenbergs“ als Corveyscher Besitz erfolgt 1251, und im Jahr 1262 wurde Sachsenberg erstmals als Stadt erwähnt. Nach einer Fehde verpfändete Corvey 1267 Sachsenberg dem Grafen Adolf I. von Waldeck. 1297 verzichtete Corvey endgültig zugunsten der Waldecker Grafen.
Im Jahr 1537, Sachsenberg gehörte zum waldeckischen Amt Eisenberg, wird eine Burg erwähnt, die vermutlich im Dreißigjährigen Krieg wieder zerstört wurde. Als möglicher Standort der Burg wird der in der Nähe Sachsenbergs gelegene „Burgberg“ vermutet.
In den folgenden Jahrhunderten wurde die kleine Stadt immer wieder von Katastrophen heimgesucht. Im 16. und 17. Jahrhundert wütete die Pest auch in Sachsenberg; insgesamt 550 Einwohner fielen ihr zum Opfer. Im Siebenjährigen Krieg (1756 bis 1763) wurde die Stadt von französischen Truppen besetzt und verwüstet. Ein großer Stadtbrand im Jahre 1844 vernichtete die östliche Oberstadt mit insgesamt ca. 70 Gebäuden. Am 10. August 1889 brannte es erneut. Diesmal fiel die Stadtmitte mit dem 1585 erbauten dreigeschossigen Fachwerkrathaus den Flammen zum Opfer. Über 120 Wohn- und Nebengebäude wurden zerstört. Mit dem Rathaus verbrannte auch ein Großteil der alten Stadturkunden, Chroniken und Akten.
Trotz der durch die wiederholten Brände entstandenen Verwüstungen und der beim Neuaufbau vorgenommenen Veränderungen ist der ursprüngliche, an den Städten der Staufer orientierte, Entwurf mit schachbrettartigem Grundriss noch erkennbar. Der kleinstädtische Charakter wird unter anderem durch die Reste der alten Stadtmauer, den zentral im alten Ortskern gelegenen Marktplatz mit dem Rathaus und einige stattliche Bürgerhäuser, die die turbulenten Zeiten überdauert haben, geprägt. Ein anschauliches Beispiel für die Baustile verschiedener Epochen und unterschiedlicher Kulturkreise, des fränkisch-hessischen und des altsächsischen, ist das Fachwerk-Ensemble am „Hofstadtplatz“, dessen Bezeichnung auch als Hinweis auf eine untergegangene Burg interpretiert wird.
Am 1. Oktober 1971 bildeten Sachsenberg und sieben weitere Gemeinden die neue Stadt Lichtenfels.

## Kirchen
Es gibt drei Kirchen: die evangelische, die selbständig-evangelisch-lutherische und die katholische. Erwähnenswert ist der 1708 von Josias Wolrat Brützel geschaffene Kanzelaltar mit einer Kanzeluhr in der evangelischen Kirche.

## Politik

### Ortsbeirat
Sachsenberg verfügt als Ortsbezirk über einen Ortsbeirat, bestehend aus sieben Mitgliedern, dessen Vorsitzender ein Ortsvorsteher ist.

### Wappen
Das älteste Siegel Sachsenbergs stammt aus der Zeit der ersten Erwähnung als Stadt, vor 1250, und zeigt einen Holzzaun oder eine Mauer mit drei Türmen (siehe unten). Bereits das zweite Siegel zeigte das heutige Wappen, das eine Kombination aus dem Waldecker Stern und einem geflügelten Stier darstellt. Letzteres ist das Symbol des heiligen Lukas, dem Schutzpatron der Stadt. Spätere Siegel und Wappen zeigen alle die gleiche Zusammensetzung, wobei der Stier manchmal als Greif fehlinterpretiert wurde und die Blickrichtung mehrmals gewechselt hat.

Wappen nach aktuellster Darstellung
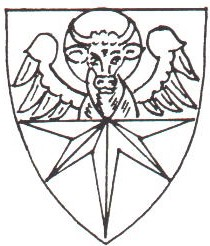
Siegel aus 1359
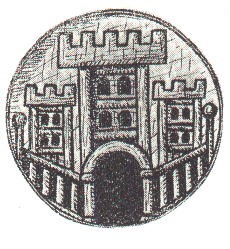
Siegel aus 1265

## Kultur
Neben einer Vielzahl von Vereinen hat Sachsenberg eine engagierte Kultur- und Kunstszene.

## Persönlichkeiten

### Söhne und Töchter des Ortes
- Adolph Bangert (1804–1855), deutscher Fuhrmann, Bürgermeister von Sachsenberg und Politiker
- Daniel Böhle (1821–1879), deutscher Kaufmann und Politiker
- Heinrich Böhle (1847–1925), deutscher Kaufmann und Politiker
- Johann Jacob Böhle (1751–1832), deutscher Bürgermeister und Politiker
- Albert Cuntze (1812–1890), deutscher Jurist und Politiker
- Eduard Cuntze (1814–1874), deutscher Jurist, Gutsbesitzer und Abgeordneter im Fürstentum Waldeck
- Daniel Hallenberg (1793–1874), deutscher Fuhrmann, Bürgermeister von Sachsenberg und Politiker
- Philipp Menckel (1769–1821), Bürgermeister von Sachsenberg und Abgeordneter im Fürstentum Waldeck
- Adolph Müller (1852–1928), Unternehmer
- Henrich Daniel Schneider (1766–1829), Bürgermeister von Sachsenberg und Abgeordneter im Fürstentum Waldeck
- Johann Philipp Zobel (1794–1840), deutscher Postexpediteur, Bürgermeister von Sachsenberg und Politiker
- Wilhelm Zobel (1888–1946), deutscher Landwirt und Politiker (Landbund)

### Persönlichkeiten, die in Sachsenberg gewirkt haben
- Georg Reinige (1798–1878), Apotheker in Sachsenberg und Politiker